# Kara (Togo)
Kara a Togói Köztársaság harmadik legnagyobb városa, a Kara régió székhelye.

## Történet
Korábban a város neve Lama-Kara volt.
Etienne Eyadéma, volt togói elnök a város közelében született, elnöksége alatt egyszerű faluból  jelentős ipari és kereskedelmi várossá alakította át.